# The Gothard Sisters
The Gothard Sisters — три американские сестры из Эдмондса, штат Вашингтон, которые исполняют кельтскую музыку и занимаются хореографией ирландских танцев. Они играют по всем Соединенным Штатам на окружных и государственных ярмарках, а также на фестивалях и других площадках. Грета, Уиллоу и Солана Готхард — скрипачки, певицы и танцоры-чемпионы, добавившие в свой репертуар гитару, боуран, мандолину и вистл.

## История
Сёстры Готард выросли в Эдмондсе, штат Вашингтон. Грета начала брать уроки классической скрипки, когда ей было пять лет, за ней последовали Уиллоу и Солана, когда они достигли того же возраста. Однажды их мать принесла домой видеозапись театрального шоу Riverdance, которое вдохновило девочек записаться на курсы ирландских танцев, и они также увлеклись кельтской музыкой. Все трое стали опытными ирландскими танцорами и начали исполнять классическую музыку и ирландские танцы на фермерских рынках, свадебных церемониях и фестивалях, чтобы собрать средства на поездки на региональные и мировые чемпионаты ирландских танцев, известные как Oireachtas, где они завоевали награды. Сестры три года подряд проходили квалификацию на чемпионаты мира.
Во время выступления в родном городе ансамбль был обнаружен искателем талантов из Нашвилла в 2007 году, который стал их агентом. Поскольку сестры продолжали участвовать в чемпионатах по ирландским танцам, они путешествовали по всем Соединенным Штатам, посещая множество ярмарок и кельтских фестивалей. Они оттачивали свое мастерство, обучаясь игре на различных других инструментах, таких как гитара, электрогитара, боуран, мандолина, кахон и вистл, а также демонстрируя свои танцевальные навыки на сцене. Кроме того, все они стали певицами, а Солана выступала в качестве ведущей вокалистки. Сестры Готхард были названы лучшими новыми ирландскими артистами 2013 года по версии Irish Music Awards.
Группа выпустила несколько альбомов кельтской музыки, включая новые аранжировки традиционных песен, а также оригинальные композиции. Песня «Little Drummer Girl» из альбома Christmas (2010) была отобрана для сборника Celtic Christmas (2014) с лейбла Putumayo World Music; песня также была представлена в шоу Travelling Folk на BBC Radio Scotland в декабре 2012 года, а также на национальном государственном вещателе Ирландии Raidió Teilifís Éireann в декабре 2014 года. Их альбом Story Girl (2011) был удостоен награды «Альбом года» по версии Celtic Radio. Музыкальные видеоклипы, которые трио загружает на YouTube, снимает и монтирует Грета, в то время как Уиллоу отвечает за пошив костюмов, которые они используют для выступлений.

## Дискография
| Название                       | Год  | Формат |
| ------------------------------ | ---- | ------ |
| Christmas Violins              | 2006 | CD     |
| ...and to All a Good Night     | 2007 | CD     |
| Now is the Hour                | 2008 | CD     |
| Daughters of Erin              | 2008 | CD     |
| Celtic Rainbow                 | 2009 | CD     |
| Christmas                      | 2010 | CD     |
| Story Girl                     | 2011 | CD     |
| "Fairy Dance Jig"              | 2012 | Single |
| Christmas Live in Seattle 2012 | 2012 | CD     |
| Compass                        | 2013 | CD     |
| Christmas Violins              | 2014 | CD[17] |
| Mountain Rose                  | 2015 | CD[18] |
| "Hummingbird"                  | 2016 | Single |
| Falling Snow                   | 2016 | CD     |
| Midnight Sun                   | 2018 | CD     |
| Celtic Christmas LIVE          | 2018 | EP     |
| It's the Little Things         | 2019 | CD     |
| "Chasing the Sun"              | 2020 | Single |
| Dragonfly                      | 2021 | CD     |
| "New Horizons"                 | 2022 | Single |
| A Celtic Christmas             | 2023 | CD     |